# Polismyndigheten Dalarna
Polismyndigheten Dalarna var en av Sveriges 21 polismyndigheter, med säte på Kristinegatan i Falun. Myndighetens sista länspolismästare var Madeleine Jufors som tjänstgjorde under 2014. Hon efterträdde Anders Landén. Myndigheten hade, då den lades ned, fem polisområden.
Från och med 1 januari 2015 är samtliga 21 polismyndigheter sammanslagna med Rikspolisstyrelsen och Statens kriminaltekniska laboratorium till en myndighet, Polismyndigheten,, där det som var Polismyndigheten Dalarna numera ingår i Polisregion Bergslagen.

## Historia
Fram till 1995 fanns sju av landets då 118 polismyndigheter i Dalarnas län. Den 1 januari 1995 bildades Polismyndigheten Dalarna och de tidigare sju polismyndigheterna blev polisområden i den nya myndigheten. 

## Polisområden
När myndigheten bildades fanns sju polisområden (PO): Avesta, Borlänge, Falun, Ludvika, Malung, Mora och Rättvik.
2002 genomfördes en omorganisation av länets polisväsende vilket fick till följd att PO Mora och PO Rättvik slogs samman. Från 2002 fanns alltså sex polisområden: Avesta, Borlänge, Falun, Ludvika, Malung och Mora.
2009 slogs PO Falun och PO Borlänge ihop och bildade PO Falun-Borlänge. Detta beslut fattades av besparingsskäl.
Från 2009 till 2014 var indelningen i polisområden följande:
- Polisområde Avesta - omfattade kommunerna Avesta och Hedemora
- Polisområde Falun-Borlänge - omfattade kommunerna Borlänge, Falun, Gagnef och Säter
- Polisområde Ludvika - omfattade kommunerna Ludvika och Smedjebacken
- Polisområde Malung - omfattade kommunerna Malung-Sälen och Vansbro
- Polisområde Mora - omfattade kommunerna Leksand, Mora, Orsa, Rättvik och Älvdalen